# Steven Salmons
Steven Edward "Steve" Salmons, född 3 juli 1958 i Saint Joseph i Missouri, är en amerikansk före detta volleybollspelare.
Salmons blev olympisk guldmedaljör i volleyboll vid sommarspelen 1984 i Los Angeles.